# Tạ Văn Thông

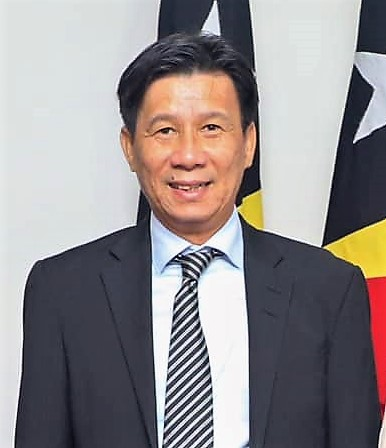
Tạ Văn Thông (2022)

Tạ Văn Thông (* 5. September 1965 in Phổ Cường, Đức Phổ, Quảng Ngãi, Vietnam) ist ein vietnamesischer Diplomat.

## Werdegang
Tạ hat einen Bachelor in Internationalen Beziehungen inne. Von 1982 bis 1987 studierte Tạ an der Diplomatischen Akademie von Vietnam und war danach Referent im Nationalen Mekong-Ausschuss des Ministeriums für Wasserressourcen, bevor er von 1991 bis 1995 Referent für Internationale Politik und Sicherheit in der Abteilung für Internationale Organisationen des Außenministeriums wurde. Von 1995 bis 2001 gehörte Tạ der Dolmetscherabteilung des Außenministeriums an, ab 1999 war er ihr Stellvertretender und von 2001 bis 2002 ihr Leiter. 2000 studierte Tạ parallel Wirtschaftswissenschaften an der Fulbright Universität in Ho-Chi-Minh-Stadt. Von 2002 bis 2008 hatte Tạ den Posten als stellvertretender Generaldirektor der Dolmetscherabteilung des Außenministeriums inne und war Mitglied des Organisationskomitees für den ASEM-Gipfel 2004 und des Organisationskomitees für den APEC-Gipfel 2006. Generaldirektor des Nationalen Dolmetsch- und Übersetzungszentrums im Außenministerium war Tạ von 2008 bis 2010.
Von 2010 bis 2013 war Tạ außerordentlicher und bevollmächtigter Botschafter Vietnams in Norwegen. Dem folgte von September 2013 bis 2018 erneut die Position des Generaldirektors des Nationalen Dolmetsch- und Übersetzungszentrums, bevor er von Mai 2018 bis November 2021 außerordentlicher und bevollmächtigter Botschafter Vietnams in Neuseeland wurde (Akkreditierung: 12. Juni 2018). Am 7. März 2019 übergab Tạ zudem seine Zweitakkreditierung in Samoa. Im Februar 2022 wurde Tạ zum Botschafter Vietnams in Indonesien und Osttimor ernannt. Die Akkreditierung Tas in Indonesien fand am 2. März 2022 statt und in Osttimor am 24. Oktober 2022.

## Sonstiges
Tạ spricht Englisch und Russisch.